# Trematocara
Trematocara – rodzaj słodkowodnych, drapieżnych ryb okoniokształtnych z rodziny pielęgnicowatych (Cichlidae). 
Obejmuje niewielkie gatunki o długości ciała nieprzekraczającej 15 cm, żywiące się bezkręgowcami, larwami ryb lub fitoplanktonem. Dymorfizm płciowy jest wyraźnie zaznaczony. Płetwa grzbietowa samców ma czarne znakowanie. Ryby te są pyszczakami. Opiekę nad potomstwem podejmuje samica.

## Występowanie
Gatunki endemiczne jeziora Tanganika w Afryce Wschodniej, przebywające w strefie bentalu i pelagialu, na głębokościach 75–200 m. Niektóre gatunki podążające za zooplanktonem podejmują nocne wędrówki do strefy przybrzeżnej.

## Klasyfikacja
Początkowo rodzaj ten zaliczany był do plemienia Trematocarini. Obecnie klasyfikowany jest w Bathybatini.
Gatunki zaliczane do tego rodzaju:
- Trematocara caparti
- Trematocara kufferathi
- Trematocara macrostoma
- Trematocara marginatum
- Trematocara nigrifrons
- Trematocara stigmaticum
- Trematocara unimaculatum
- Trematocara variabile
- Trematocara zebra

Gatunkiem typowym rodzaju jest Trematocara marginatum.